# 2009 au Rwanda
2007 au Rwanda - 2008 au Rwanda - 2009 au Rwanda - 2010 au Rwanda - 2011 au Rwanda
2007 par pays en Afrique - 2008 par pays en Afrique - 2009 par pays en Afrique - 2010 par pays en Afrique - 2011 par pays en Afrique]

## Chronologie

### Janvier 2009

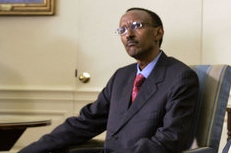
Paul Kagame
(novembre 2007)

- Vendredi 9 janvier 2009: Rose Kabuye, la porte-parole du président Paul Kagame, autorisée par la justice française à passer les fêtes de fin d'année dans son pays, alors qu'elle est l'objet d'une procédure pénale en France, a pris un vol de la compagnie Ethiopian Airlines vers Addis-Abeba où elle doit s'envoler à destination de Paris où elle doit être entendue lundi à Paris par le juge d'instruction antiterroriste Marc Trévidic.

- Mardi 20 janvier 2009: selon la ministre des Affaires étrangères, Rosemary Museminali, des troupes rwandaises sont entrées en République démocratique du Congo dans le cadre d'une opération conjointe avec l'armée congolaise «pour neutraliser les rebelles» hutus des Forces démocratiques de libération du Rwanda. Selon des sources militaires occidentales, de 800 à 1 500 soldats de l'infanterie rwandaise sont arrivés à Kibumba à 35 km au nord de Goma, capitale de la province du Nord-Kivu, près de la frontalière du Rwanda[1]. Au total 6 000 soldats rwandais lourdement armés seraient entrés en RDC selon le président des FDLR, Ignace Murwanashyaka.

- Jeudi 22 janvier 2009: Le chef rebelle tutsi Laurent Nkunda et ex-général congolais, à la tête d'une rébellion en République démocratique du Congo depuis 2004, est arrêté au Rwanda «alors qu'il fuyait en territoire rwandais après avoir résisté» aux forces armées congolaises «avec trois bataillons à Bunagana» et assigné à résidence dans la ville frontalière de Gisenyi. Cette arrestation est intervenue dans le cadre d'une mission conjointe des gouvernements rwandais et congolais  contre les rebelles hutus rwandais retranchés en RDC[2].

### Mars 2009
- Lundi 23 mars 2009 : Le tribunal de La Haye condamne un Rwandais, Joseph Mqambara (40 ans), à 20 ans de prison pour la torture et les meurtres atroces de deux mères tutsi et de leurs quatre enfants au cours du génocide au Rwanda en avril 1994. Le tribunal n'a pas retenu la qualification de crime de guerre, en raison du statut civil de l'accusé, ce qui lui évite la prison à vie. L'accusé avait fait arrêter le 13 avril 1994 à Birogo une ambulance dans laquelle se trouvaient deux mères tutsi et leurs quatre enfants. Sur son ordre les femmes et les enfants «ont été frappés avec des gourdins et découpés avec des machettes». Joseph Mpambara a aussi été reconnu coupable d'avoir retenu le 27 avril 1994, plusieurs heures durant, un couple rwando-allemand et son bébé, «humiliant et menaçant de mort la femme tutsi devant son mari et son enfant»[3].

### Avril 2009
- Mardi 7 avril 2009: Commémoration des 15 ans du génocide rwandais, en présence du président Paul Kagame, sur la colline de Nyanza, où quelque 5 000 réfugiés ont été massacrés le 11 avril 1994. Quelque 20 000 personnes ont assisté à la cérémonie[4].

- Jeudi 16 avril 2009: Le parquet de Mayotte (France) ouvre une information judiciaire à la suite d'une plainte déposée le 13 février par le collectif des parties civiles pour le Rwanda, à l'encontre de Pascal Simbikangwa, un Rwandais interpellé en octobre à Mayotte, met en examen ce dernier pour « génocide et complicité et conspiration de génocide, crime organisé » pour sa participation aux tueries de 1994 et le place en détention provisoire. Le tribunal français avait rejeté en novembre la demande d'extradition adressée par le Rwanda au motif notamment que la peine encourue — dont 20 ans d'isolement complet — n'est pas acceptable pour la France[5].

- Mercredi 22 avril 2009 : Le directeur de l'Office rwandais d'information (Orinfor),  chargé de la gestion des médias officiels  — Radio Rwanda, la télévision nationale et deux journaux — est arrêté pour abus financiers. L'ensemble du conseil d'administration est aussi suspendu, il lui est reproché de ne pas avoir réussi à corriger les problèmes de mauvaise gestion au sein de l'établissement, ni à réformer son fonctionnement, conformément aux instructions du gouvernement. Il était présidé par Paul Mbaraga, enseignant à l'École nationale de journalisme et ancien journaliste[6].

- Samedi 25 avril 2009 : Le gouvernement suspend jusqu'à nouvel ordre, la diffusion sur son territoire des programmes en langue rwandaise de la BBC, leur reprochant de servir de forum "aux négationnistes" du génocide perpétré contre les Tutsi en 1994.

- Mardi 28 avril 2009 : L'ONG Reporters sans frontières adresse un courrier à la ministre de l'Information, Louise Mushikiwabo « pour lui faire part de sa vive préoccupation après la « suspension temporaire » des émissions en kinyarwanda de la BBC, faisant suite à la diffusion de déclarations de citoyens rwandais sur le génocide de 1994 ». L'ONG estime cette suspension abusive et demande au gouvernement de rétablir la diffusion des émissions de la BBC en langue rwandaise[7].

### Mai 2009
- Vendredi 22 mai 2009 : Un Rwandais a été reconnu coupable par un tribunal de Montréal de génocide, de crime de guerre et de crime contre l'humanité pour sa participation au génocide de 1994 dans son pays, au terme du premier procès pour crime contre l'humanité au Canada.

### Juillet 2009
- Jeudi 3 juillet 2009 : Un prêtre catholique rwandais, Aimé Mategeko (45 ans, hutu), est condamné à la réclusion criminelle à perpétuité par le tribunal populaire gacaca de Gihundwe (sud-ouest) après avoir été reconnu coupable de participation au génocide perpétré contre les Tutsis en 1994. Il a été notamment condamné pour « incitation aux massacres des Tutsis qui s’étaient réfugiés à la paroisse de Shangi » (ancienne préfecture de Cyangugu), alors qu'il était curé de Hanika, une autre paroisse catholique de la région. Il se déclare innocent et annonce qu’il va faire appel[8].

- Mardi 7 juillet 2009 : En France, publication au Journal officiel de la décision du 18 juin de la Commission consultative du secret de la défense nationale qui a émis un avis favorable à la déclassification de quelque 210 documents du ministère de la Défense et un avis défavorable à quelque 120 autres du même ministère concernant le génocide rwandais de 1994.

### Août 2009
- Jeudi 6 août 2009 : Le président Paul Kagame est arrivé à Goma (nord-est, RDC) pour s'entretenir avec le président de la RDC, Joseph Kabila, plus de dix ans après la rupture diplomatique entre les deux pays en 1996. Les deux présidents s'étaient déjà rencontrés à plusieurs reprises dans divers sommets internationaux sur le règlement de la crise congolaise, mais c'est la première fois que les deux hommes organisent une réunion bilatérale depuis la rupture des relations diplomatiques, mais sous haute surveillance militaire composée des soldats des deux armées[9].

### Septembre 2009
- Jeudi 3 septembre 2009 : L'ancien président du parlement de 2003 à 2008, Alfred Mukezamfura, est condamné à la prison à perpétuité, par une juridiction populaire gacaca du secteur Nyakabanda, après avoir été reconnu coupable d'« incitation à la haine » et de participation au « génocide » de 1994 contre les Tutsis. Président du Parti démocrate centriste, il avait été jusque début 2009 l'une des plus importantes personnalités hutu au sein du régime du président Paul Kagame, dominé par les Tutsis. Ex-président du parlement et vice-président de la Commission constitutionnelle rwandaise, il a quitté le Rwanda en mars dernier pour se réfugier en Belgique, où il a depuis demandé l'asile politique[10].

- Mercredi 30 septembre 2009 : Le gouverneur de la province de Kirundo (nord-est du Burundi) révèle que plus de 300 Hutus rwandais fuyant une province du sud du Rwanda sont arrivés pour trouver refuge. Ces gens continuent d'arriver chaque jour par petits groupes et sont logés chez l'habitant. Ces réfugiés affirment fuir des violences politiques et des tueries visant les hommes adultes. Les autorités rwandaises assurent que ces personnes fuient la justice gacaca[11].

### Octobre 2009
- Mardi 6 octobre 2009 : Des agents d'Interpol interpellent  en Ouganda un des principaux responsables du génocide de 1994 au Rwanda. Il s'agit du numéro deux des services de renseignements de l'époque, Idelphonse Nizeyimana qui va être transféré au TPIR (Tribunal pénal international pour le Rwanda) à Arusha (Tanzanie). Il était entré en Ouganda via la RD-Congo avec un faux passeport[12],[13].

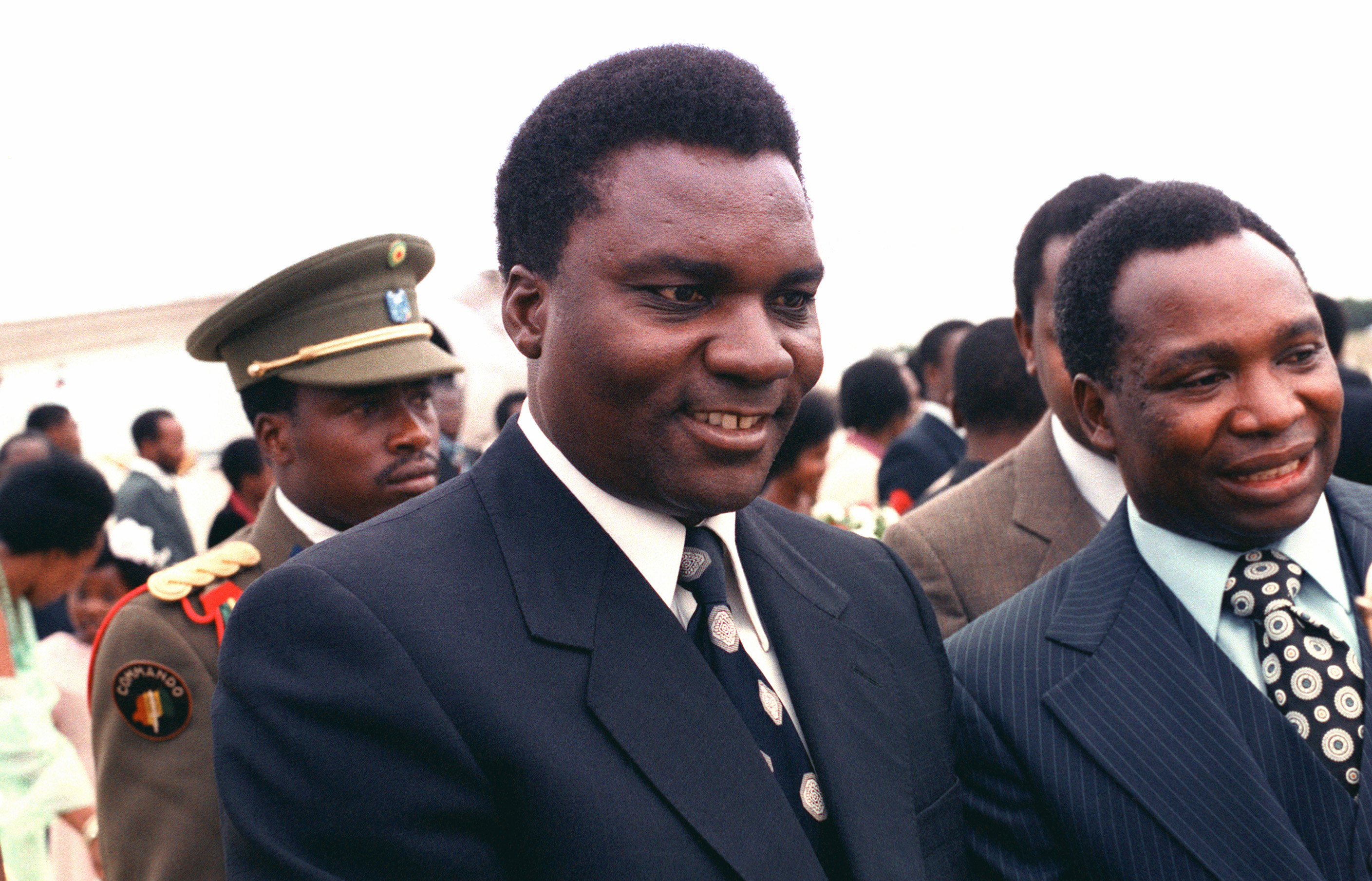
Juvénal Habyarimana
(Septembre 1980)

- Vendredi  16 octobre 2009 : La demande d'asile politique en France d'Agathe Habyarimana, veuve de l'ex-président rwandais Juvénal Habyarimana, est définitivement rejetée par le Conseil d'État, plus haute juridiction administrative en France, en raison de soupçons pesant sur son éventuelle implication dans le génocide de 1994. Elle est désormais susceptible d'être expulsée à tout moment du territoire français. Initialement, la Commission de recours des réfugiés (CRR) lui avait refusé sa demande d'asile, en février 2007, au motif qu'il y avait des « raisons sérieuses de penser » à son implication « en tant qu'instigatrice ou complice » au « crime de génocide » entre avril et juillet 1994 au Rwanda. Le Conseil d'État a indiqué s'être rangé derrière l'appréciation de la CRR « souveraine », estimant que la commission s'était appuyée sur des « faits pertinents et matériellement exacts » pour prendre sa décision[14].

- Jeudi  22 octobre 2009 :
  - Les autorités rwandaises annoncent qu'elles allaient demander l'extradition du prêtre catholique hutu rwandais, Don Emmanuel Uwayezu (47 ans), arrêté mardi en Toscane (Italie) en exécution d'un mandat d'arrêt émis par la justice rwandaise et transmis à Interpol, pour son implication dans le génocide de 1994. Ordonné prêtre en 1989 et vivant en Italie depuis de nombreuses années, il était vicaire de la paroisse de Ponzano (municipalité d'Empoli). Selon l'ONG African Rights, il serait impliqué dans le massacre, le 7 mai 1994, « de plus de 80 jeunes élèves, âgés de 12 à 20 ans » scolarisés dans le groupe scolaire Marie Merci de Kibeho (sud), dont il était le directeur[15].
  - Selon le quotidien pro-gouvernemental, The New Times, le docteur Eugène Rwamucyo, suspendu de ses fonctions jeudi dernier dans un hôpital du nord de la France pour son implication dans le génocide de 1994, avait été condamné il y a un mois par contumace à la perpétuité par un tribunal populaire gacaca. Le jury a conclu que le docteur Rwamucyo faisait partie d’« un comité de crise qui a organisé et supervisé le génocide à Butare » en 1994. Le médecin figure sur la liste des 45 principaux responsables des massacres de Tutsis à l’« Université nationale du Rwanda » et à l’Hôpital universitaire, deux institutions situées à Butare[16].

### Novembre 2009
- Mardi 17 novembre 2009 : Le chef de la rébellion hutue rwandaise (FDLR) Ignace Murwanashyaka (46 ans) et son adjoint Straton Musoni (48 ans), soupçonnés de crimes de guerre et crime contre l'humanité, sont arrêtés dans la région de Stuttgart et de Karlsruhe en Allemagne, où ils résidaient de longue date. Ils étaient recherchés par Interpol à la demande de Kigali. Ils sont soupçonnés d'avoir assumé le commandement des FDLR, « milices paramilitaires » impliquées dans le génocide au Rwanda et les guerres en République démocratique du Congo. Le génocide de 1994 au Rwanda a fait selon l'ONU près de 800 000 morts[17].

- Lundi 23 novembre 2009 : Deux juges d'instruction parisiennes, Fabienne Pous et Michèle Ganascia, sont au Rwanda pour enquêter sur des plaintes visant des Rwandais pour leur implication dans le génocide de 1994. Une dizaine d'enquêtes judiciaires, centralisées à Paris, vise des Rwandais pour complicité de génocide et de crimes contre l'humanité. Parmi eux figurent Agathe Habyarimana, veuve du président Juvénal Habyarimana, le médecin Eugène Rwamycio, l'ancien curé Wenceslas Munyeshyaka ou l'ancien préfet Laurent Bucyibaruta[18].

- Mercredi 25 novembre 2009 : Un rapport d'experts mandatés par l'ONU commence à être examiné par le Conseil de sécurité à huis clos. Non public, des copies circulent cependant dans les médias. Ce texte met en évidence l'étendue internationale du réseau de soutien, politique et financier, de la rébellion hutue rwandaise, et établit les liens entre la structure militaire des FDLR et ses responsables politiques installés en Europe et aux États-Unis[19].

- Dimanche 29 novembre 2009 :
  - Le Rwanda, pays majoritairement francophone qui n'a jamais été une colonie britannique, devient le 54e membre du Commonwealth, confirmant la volonté du président Paul Kagamé de créer un ancrage renforcé au sein du monde  anglophone.
  - La France et le Rwanda ont décidé de « rétablir leurs relations diplomatiques » qui avait été rompue fin 2006, après l'émission de mandats d'arrêt par le juge anti-terroriste Jean-Louis Bruguière, qui visaient des proches du président Paul Kagamé, soupçonnés d'avoir pris part, en 1994, à l'attentat contre l'avion du président d'alors, Juvénal Habyarimana. Cet attentat est considéré comme l'élément déclencheur du génocide rwandais[20].

### Décembre 2009
- Mardi 1er décembre 2009 : La Cour d'assises de Bruxelles condamne le rwandais Ephrem Nkezabera (57 ans), surnommé le « banquier du génocide », a 30 ans de réclusion criminelle pour des crimes de guerre, dont des meurtres et des viols, commis durant le génocide de 1994 dans son pays, par lui-même et par des miliciens placés sous ses ordres. Il lui a été reconnu comme circonstance atténuante d'avoir collaboré à l'enquête — pour la première fois dans l'histoire judiciaire de la Belgique — les viols, ont été qualifiés de crimes de guerre. Il a également avoué pendant l'instruction avoir armé et financé les Interahamwe, les milices extrémistes hutu impliquées dans le génocide, et avoir financé la station extrémiste Radio télévision libre des Mille Collines (RTLM). Il contestait en revanche les accusations de viols. Souffrant d'un cancer, Ephrem Nkezabera, 57 ans, ancien directeur de la Banque commerciale du Rwanda, n'a pas assisté à son procès. Arrêté en 2004 à Bruxelles sur mandat d'arrêt du Tribunal pénal international pour le Rwanda, la Belgique a pu le juger en vertu de la loi belge dite de « compétence universelle », qui permet aux tribunaux du royaume de juger les auteurs de crimes contre l'humanité, quel que soit l'endroit où ils ont été commis[21].

- Vendredi  11 décembre 2009 : Le journaliste Patrick de Saint Exupéry, auteur d'un livre sur le génocide rwandais intitulé « Complices de l'inavouable, la France au Rwanda » (mars 2009, une réédition de 2004), est relaxé par le tribunal correctionnel de Paris, devant lequel il était poursuivi en diffamation par un colonel de l'armée française, Jacques Hogard. La page de couverture comporte en caractères de couleur et de taille différentes, le nom de nombreuses personnalités, parmi lesquelles des responsables politiques et des militaires de haut rang, le juge Bruguière ou encore les banques Crédit Lyonnais et BNP. Une bonne partie des personnalités citées en première page, estimant être taxées de « complices » du génocide, ont assigné le journaliste et son éditeur en diffamation dans plusieurs villes de France[22].

- Samedi 12 décembre 2009 :
  - 8e congrès du Front patriotique rwandais (FPR, ex-rébellion), au pouvoir depuis 1994, organisé dans un stade de Kigali et qui rassemblait près de 3 000 délégués. Le président Paul Kagame est réélu à sa tête du parti pour un nouveau mandat à une écrasante majorité. Christophe Bazivamo est élu vice-président du parti, et François Ngarambe comme secrétaire général. Deux importantes personnalités du FPR, n'ont pas été renouvelés dans leurs fonctions de commissaire, le ministre chargé des Affaires du Conseil des ministres, Protais Musoni, et l'homme d'affaires Tribert Rujugiro.
  - Une ex-journaliste de l'ancienne Radio-télévision libre des Mille Collines (RTLM), Valérie Bemeriki, reconnue coupable samedi de « planification du génocide, incitation des Hutus au génocide, complicité d'assassinat de plusieurs personnes et familles », est condamnée, par un tribunal gacaca (juridiction populaire rwandaise) de Kigali, à la perpétuité pour son rôle dans le génocide de 1994. Elle a avoué avoir lancé sur les ondes de la RTLM des appels à rechercher et tuer les Tutsi.
  - L'auteur et acteur de théâtre, Dismas Mukeshabatware, condamné à 19 ans de prison ferme en octobre dernier, se défend devant la chambre d'appel du tribunal gacaca de Ngoma (District de Huye).
  - Deux fondateurs de la RTLM, l'historien Ferdinand Nahimana et le juriste Jean Bosco Barayagwiza sont condamnés par le Tribunal pénal international pour le Rwanda (TPIR), respectivement à 30 ans et 32 ans de prison[23].